# Голота Іван Іванович
Іва́н Іва́нович Голо́та (1985—2014) — сержант Збройних сил України, учасник російсько-української війни.

## Життєпис
Народився 1985 року в селі Пушкове. Закінчив 2000-го 9 класів Пушківської ЗОШ; 2003 року — голованівське ПТУ № 38 та здобув професію «Тракторист-машиніст сільськогосподарського виробництва». Працював у фермерському господарстві «Родючість» села Розкішне Голованівського району. В 2004—2005 роках проходив строкову військову службу в лавах ЗСУ. По закінченню служби працював в агрофірмі ТОВ «Мир» та на Побузькому феронікелевому комбінаті. Від 2006 року проходив військову службу за контрактом. По закінченню контракту вирішив піти з військової служби, але в 2013 році повернувся до лав ЗСУ, проходив військову службу за контрактом в 79-ій окремій аеромобільній бригаді.
В часі війни — сержант, 79-та окрема бригада, командир відділення. З весни 2014-го брав участь у боях на сході України.
Загинув під час обстрілу з установки «Град» бойовиками близько 4:30 ранку 11 липня 2014-го українського блокпосту біля Зеленопілля.
Похований в селі Пушкове Голованівського району.
Без Івана лишилися дружина та донька 2010 р.н.

## Нагороди та вшанування
- 8 вересня 2014 року — за особисту мужність і героїзм, виявлені у захисті державного суверенітету та територіальної цілісності України, вірність військовій присязі під час російсько-української війни, відзначений — нагороджений орденом «За мужність» III ступеня (посмертно).
- У вересні 2014-го відкрито меморіальну дошку Івану Голоті в Пушківській ЗОШ.
- Увічнений на меморіалі, побудованому на кошти місцевої громади і відкритому у жовтні 2015 року у Голованівську — біля храму святого апостола і євангелиста Іоана Богослова.